# 圖恰佩 (利沃夫州)
49°49′35″N 23°32′30″E / 49.82639°N 23.54167°E
圖恰佩（烏克蘭語：Тучапи），是烏克蘭西部的村莊，隸屬利維夫州的利維夫區。該村距離亞沃里夫20公里，始建於1583年，面積11.07平方公里，海拔高度245米。